# Eugène Richez
Louis Eugène Richez (5 de agosto de 1864-31 de octubre de 1944) fue un deportista francés que compitió en tiro con arco, en la modalidad de arco recurvo.
Participó en dos Juegos Olímpicos de Verano en los años 1908 y 1920, obteniendo tres medallas en  Amberes 1920, dos de plata y una de bronce.

## Palmarés internacional
| Juegos Olímpicos | Juegos Olímpicos  | Juegos Olímpicos  | Juegos Olímpicos             |
| Año              | Lugar             | Medalla           | Prueba                       |
| ---------------- | ----------------- | ----------------- | ---------------------------- |
| 1920             | Amberes (Bélgica) | Medalla de plata  | Pichón móvil 33 m por equipo |
| 1920             | Amberes (Bélgica) | Medalla de plata  | Pichón móvil 50 m por equipo |
| 1920             | Amberes (Bélgica) | Medalla de bronce | Pichón móvil 28 m por equipo |